# Günter Scherrer
Günter Scherrer (* 1941) ist ein deutscher Koch.

## Leben
Scherrer kochte in den siebziger Jahren im Restaurant San Francisco im Hotel Hilton in Düsseldorf, das als erstes Großhotel-Restaurant unter ihm einen Michelin-Stern erhielt.
1984 eröffnete er als Patron und Küchenchef das Victorian in Düsseldorf nahe der Königstraße. Nach wenigen Monaten wurde es ebenfalls mit einem Michelin-Stern ausgezeichnet. 
Im Dezember 2001 verließ Scherrer das Victorian nach 17 Jahren und ging in den Ruhestand, den er in Galicien verbringt.
Zu Schülern Scherrers gehören Claus-Peter Lumpp, Berthold Bühler, Henri Bach, Thomas Bühner, Diethard Urbansky und Manfred Schwarz.
Auch die Sommelière Paula Bosch war im Victorian tätig.